# Start from the Dark
Start from the Dark — шестой студийный альбом шведской рок-группы Europe, вышедший в 2004 году. Первый альбом группы после возрождения в 2003 году, а также первый со времён The Final Countdown, не содержащий материала в стиле глэм-метал.

## Об альбоме
По словам лидера группы Джоуи Темпеста, этот альбом является для них повторным дебютом, так как они намеренно оставили глэм-метал в прошлом и задействовали более современный звук. В период работы над альбомом он также отмечал некоторое влияние Thin Lizzy и Black Sabbath. Продюсер альбома Кевин Элсон ранее был продюсером альбома The Final Countdown, а группа возродилась именно в тогдашнем составе.
В итоге альбом был продан по всему миру в количестве 600 тысяч копий.

## Список композиций
Все песни написаны Джоуи Темпестом и Джоном Норумом, за исключением указанных
1. «Got to Have Faith» — 3:10
2. «Start from the Dark» — 4:12
3. «Flames» (Темпест) — 3:55
4. «Hero» (Темпест) — 4:15
5. «Wake Up Call» — 4:14
6. «Reason» (Темпест, Мик Микаэли) — 4:37
7. «Song No. 12» — 4:09
8. «Roll With You» — 4:30
9. «Sucker» (Темпест) — 3:42
10. «Spirit of the Underdog» (Темпест) — 4:25
11. «America» (Темпест) — 3:35
12. «Settle for Love» — 3:49

## Чарты
| Year | List                | Peak | Week |
| ---- | ------------------- | ---- | ---- |
| 2004 | Swedish Album Chart | 2    | 7    |
| 2004 | Dutch Album Chart   | 86   | 2    |
| 2004 | Swiss Album Chart   | 91   | 1    |
| 2004 | France Album Chart  | 114  | 2    |